# Sao chổi
Sao chổi là thiên thể gần giống tiểu hành tinh nhưng không cấu tạo nhiều từ đất đá, mà chủ yếu là băng. Nó được miêu tả bởi một số chuyên gia bằng cụm từ "quả bóng tuyết bẩn" vì nó chứa cacbonic, methane và nước đóng băng lẫn với bụi và các khoáng chất. Đa phần các sao chổi có quỹ đạo elíp rất dẹt, một số có viễn điểm quỹ đạo xa hơn nhiều so với Diêm Vương Tinh.
Quỹ đạo của sao chổi còn khác biệt so với các vật thể khác trong Hệ Mặt Trời ở chỗ chúng không nằm gần mặt phẳng hoàng đạo mà phân bố ngẫu nhiên toàn không gian. Nhiều sao chổi có viễn điểm nằm ở vùng gọi là Đám Oort. Đây là nơi xuất phát của các sao chổi, một vùng hình vỏ cầu, gồm các vật chất để lại từ khi Hệ Mặt Trời mới bắt đầu hình thành. Vật chất ở đây nằm quá xa nên chịu rất ít lực hấp dẫn từ trung tâm, đã không rơi vào đĩa tiền Mặt Trờiđể trở thành Mặt Trời và các hành tinh. Tại đây nhiệt độ cũng rất thấp khiến các chất như cacbonic, methane và nước đều bị đóng băng. Thỉnh thoảng một vài va chạm hay nhiễu loạn quỹ đạo đưa một số mảnh vật chất bay vào trung tâm. Khi lại gần Mặt Trời, nhiệt độ tăng làm vật chất của sao chổi bốc hơi và, dưới áp suất của gió Mặt Trời, tạo nên các đuôi bụi và đuôi khí, trông giống như tên gọi của chúng, có hình cái chổi.
Đôi khi cũng có những sao chổi có mang hai đuôi rõ rệt, nhìn thấy bằng mắt thường: Đuôi dài ở phía đối diện với Mặt Trời, và đuôi ngắn hướng thẳng về phía Mặt Trời. Nguyên nhân là do: Khi ở cự ly đủ gần, sức công phá của tia Mặt Trời lên bề mặt sao chổi mạnh mẽ đến mức làm cho vật chất trong sao chổi bùng nổ mãnh liệt và bắn ra xa. Gió mặt trời không đẩy hết đám mây bụi khí này về phía sau mà còn lại cái đuôi ngắn này.
Các sao chổi chứa đựng vật chất của thời kỳ khai sinh Hệ Mặt Trời, do vậy, đối với các nhà khoa học, chúng là đối tượng nghiên cứu quý báu để trả lời những câu hỏi về quá trình tiến hóa của Hệ Mặt Trời chúng ta, cũng như các hệ hành tinh khác trong vũ trụ. Đã có những chuyến thám hiểm bằng tàu vũ trụ để tiếp cận trực tiếp với sao chổi như tàu Deep Impact.

## Tên gọi
Sở dĩ nó có tên gọi là sao chổi vì người Trung Quốc xưa khi nhìn thấy nó (tiếng Trung: 彗星). Nó có chiếc đuôi dài như cái chổi và họ tưởng nó là một ngôi sao bay có đuôi giống cái chổi. Nên từ đó người ta đặt nó là sao chổi..

## Lịch sử khám phá

### Thuở sơ khai

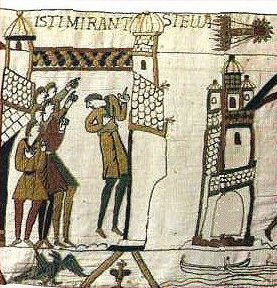
Thảm Bayeux, thế kỷ 11, miêu tả về quan sát sao chổi Halley năm 1066

Theo các thẻ khắc trên xương của người Trung Hoa cổ đại, sự hiện diện của sao chổi đã được con người biết đến từ hàng nghìn năm trước. Người Trung Quốc cổ xưa cho rằng sao chổi mang đến điềm xấu, báo trước sự nguy hiểm tính mạng cho vua chúa hay quan lại. Tuy nhiên trong sách Thiên luận, Tuân Tử (313-230 TCN) đã bác bỏ điều mê tín này. Trong lịch sử văn minh Hy Lạp và Ả Rập, sao chổi từng được coi là sự tấn công của thiên đàng xuống trần gian. Các ghi chép về "sao rơi" trong các sách Gilgamesh, Sách Khải Huyền và sách Enoch có thể đã nói đến sao chổi hay sao băng.
Trong quyển sách đầu tay Khí tượng học, Aristotle nhận xét về các sao chổi bay qua bay lại trên bầu trời phương Tây suốt hai nghìn năm. Ông đã lật lại quan niệm của một số nhà triết học đi trước miêu tả các sao chổi là các hành tinh, hay các hiện tượng liên quan đến các hành tinh. Ông dựa trên quan sát về chuyển động của các hành tinh nằm gần mặt phẳng hoàng đạo, trong khi các sao chổi có thể xuất hiện từ bất cứ nơi nào, để đi đến kết luận rằng sao chổi là các hiện tượng xảy ra trên tầng cao khí quyển Trái Đất, nơi mà các luồng khí nóng và khô tập trung và thỉnh thoảng bùng cháy. Ông mở rộng cơ chế này để giải thích cho cả sao băng, cực quang và thậm chí là cả Ngân Hà. Các nhà hiền triết sau này đã tranh luận về quan điểm về sao chổi trên. Seneca Trẻ, trong sách Các Câu hỏi về Tự nhiên, đã quan sát thấy các sao chổi bay qua lại theo quỹ đạo đều đặn, không bị ảnh hưởng bởi gió, một đặc tính của hiện tượng vũ trụ hơn là hiện tượng khí quyển. Mặc dù ông cũng đồng ý rằng các hành tinh đều di chuyển gần mặt phẳng hoàng đạo, ông thấy không có lý do nào ngăn cản các vật thể giống hành tinh có thể di chuyển ở các vùng trời khác, và rằng kiến thức của con người về vũ trụ còn hạn hẹp. Tuy nhiên, cách nhìn của Aristotle đã vẫn có ảnh hưởng sâu; cho đến tận thế kỷ 16 người ta mới chứng minh được rằng sao chổi là hiện tượng nằm ngoài khí quyển.
Năm 1577, một sao chổi sáng đã được quan sát trong suốt vài tháng. Nhà thiên văn học Đan Mạch Tycho Brahe đã sử dụng các đo đạc về vị trí sao chổi này của ông và của những người quan sát ở các nơi cách xa, để thu được kết quả là sao chổi có thị sai rất nhỏ, đến mức không đo được. Với độ chính xác của các phép đo đạc lúc đó, đây là bằng chứng cho thấy sao chổi này phải cách Trái Đất ít nhất hơn 4 lần khoảng cách giữa Trái Đất và Mặt Trăng.

### Tính toán quỹ đạo
Từ sau thế kỷ 16, mặc dù sao chổi đã được chứng tỏ là các hiện tượng trong vũ trụ, câu hỏi về việc chúng di chuyển như nào vẫn là chủ đề gây tranh cãi trong suốt một thế kỷ sau đó. Ngay cả sau khi Johannes Kepler đã xác định vào năm 1609 rằng các hành tinh di chuyển quanh Mặt Trời theo quỹ đạo hình elíp, ông cũng đã lưỡng lự khi áp dụng các định luật của chuyển động hành tinh cho các vật thể khác; ông đã tin rằng sao chổi di chuyển giữa các hành tinh theo đường thẳng. Galileo Galilei, mặc dù là một người theo chủ nghĩa của Nicolaus Copernicus, đã bác bỏ đo đạc về thị sai của Tycho và tin vào cách giải thích của Aristotle về các sao chổi bay theo đường thẳng trong khí quyển.
Người đầu tiên gợi ý áp dụng các định luật Kepler cho các sao chổi là William Lower vào năm 1610. Trong các thập kỷ tiếp theo, các nhà thiên văn như Pierre Petit, Giovanni Borelli, Adrien Auzout, Robert Hooke và Jean-Dominique Cassini đều khẳng định sao chổi bay vòng qua Mặt Trời theo quỹ đạo elíp hay parabol. Trong khi một số khác, như Christian Huygens và Johannes Hevelius, ủng hộ chuyển động thẳng của sao chổi.

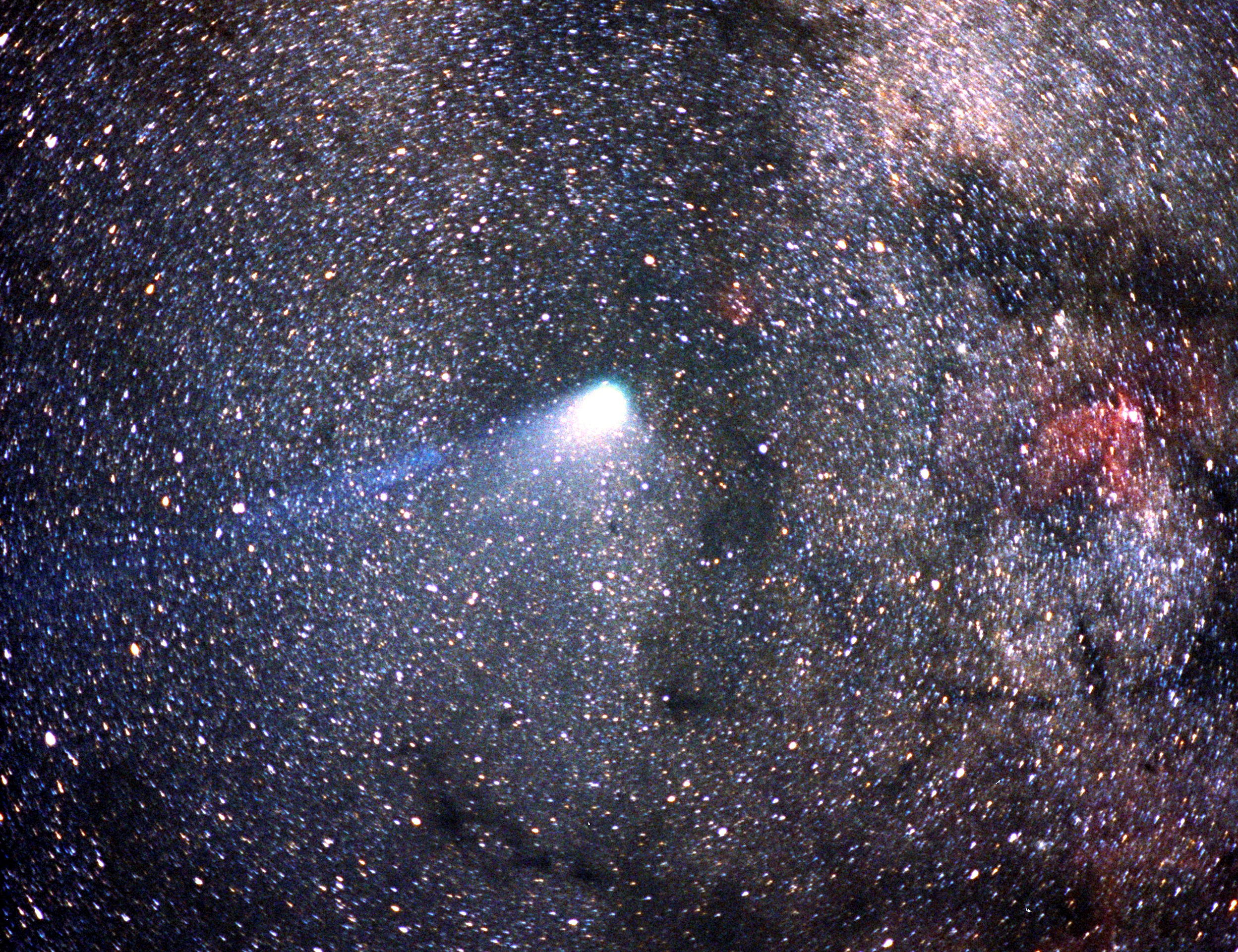
Sao chổi Halley năm 1986.

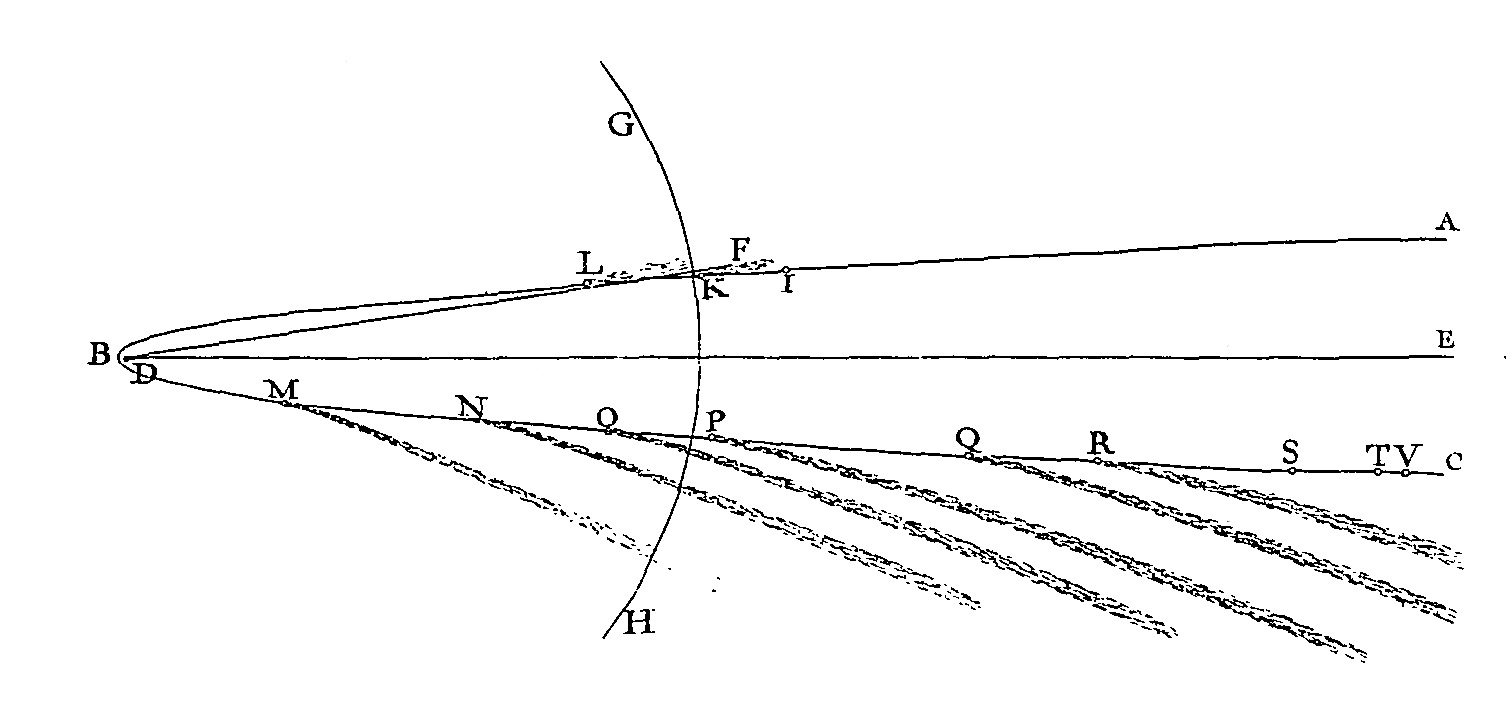
Quỹ đạo của sao chổi năm 1680, khớp với một hình parabol, được vẽ trong cuốn sách Principia của Isaac Newton.

Vấn đề được giải quyết bởi khám phá của Gottfried Kirch về một sao chổi sáng vào ngày 14 tháng 11 năm 1680. Các nhà thiên văn khắp Châu Âu đã theo dõi và đo đạc đường đi của sao chổi này suốt nhiều tháng. Trong quyển Principia Mathematica, viết năm 1687, Isaac Newton đã chứng minh rằng một vật thể chuyển động dưới tác động theo hàm nghịch đảo bình phương của lực vạn vật hấp dẫn phải đi theo quỹ đạo giống như một đường cắt hình nón, và ông đã cho thấy cách khớp đo đạc quỹ đạo của sao chổi vào một hình parabol, sử dụng sao chổi năm 1680 như một ví dụ.

Năm 1705, Edmond Halley sử dụng phương pháp của Newton cho 24 hiện tượng sao chổi đã xảy ra từ năm 1337 đến năm 1698. Ông nhận thấy 3 trong số đó, sao chổi của các năm 1531, 1607 và 1682, có các tham số quỹ đạo rất giống nhau, và ông còn phát hiện ra sự sai khác chút xíu giữa các quỹ đạo là do ảnh hưởng của lực hấp dẫn từ Sao Mộc và Sao Thổ. Tin tưởng rằng 3 hiện tượng trên đều thuộc về một sao chổi, ông tiên đoán nó sẽ quay trở lại khoảng năm 1758 đến 1759. (Trước đó, Robert Hooke đã xác định hiện tượng năm 1664 và năm 1618 thuộc về một sao chổi, còn Jean-Dominique Cassini đã nghi ngờ sự giống nhau của 3 hiện tượng năm 1577, 1665 và 1680; nhưng cả hai đều sai.) Tiên đoán về ngày quay lại của sao chổi của Halley sau đó đã được tính chính xác lại bởi một nhóm các nhà toán học Pháp: Alexis Clairaut, Joseph Lalande và Nicole-Reine Lepaute. Họ đã tiên đoán ngày mà sao chổi này ở cận điểm quỹ đạo vào năm 1759, với sai số khoảng một tháng. Khi sao chổi quay lại như đã đoán trước, nó được đặt tên sao chổi Halley (tên chính thức của nó là 1P/Halley). Ngày quay lại trong thế kỷ 21 của nó là năm 2061. 
Trong số các sao chổi có chu kỳ đủ ngắn để có thể được ghi chép nhiều lần trong lịch sử, sao chổi Halley còn đặc biệt ở chỗ nó luôn giữ độ sáng cao đủ để quan sát được bằng mắt thường. Từ khi tiên đoán về quỹ đạo tuần hoàn của sao chổi Halley được công nhận, nhiều sao chổi có chu kỳ lặp lại đã được quan sát bằng kính viễn vọng. Sao chổi thứ hai được phát hiện có quay trở lại là sao chổi Encke (tên chính thức 2P/Encke). Trong khoảng những năm 1819 đến 1821, nhà toán học và vật lý học Đức Johann Franz Encke đã tính toán quỹ đạo cho một loạt các hiện tượng sao chổi những năm 1786, 1795, 1805 và 1818, rồi đi đến kết luận rằng chúng đều thuộc về một sao chổi; ông đã tiên đoán chính xác ngày quay lại của nó vào năm 1822. Đến những năm 1900, 17 sao chổi đã được quan sát là đã đi qua cận điểm ít nhất hai lần, và do đó được xếp loại sao chổi tuần hoàn. Đến tháng 1 năm 2005, con số này là 164, mặc dù một vài trong số đó đã mất tích hoặc bị phá hủy trong các va chạm với các thiên thể khác.

### Nghiên cứu cấu trúc
Isaac Newton đã miêu tả sao chổi như một vật thể rắn chắc nén đặc. Nói một cách khác, nó là một dạng hành tinh chuyển động theo quỹ đạo rất méo, đến từ mọi phương với một mức độ tự do cao, giữ nguyên chuyển động ngay cả khi đi qua giữa các hành tinh; các đuôi của chúng là các luồng hơi mỏng phát ra từ phần đầu, tức hạt nhân của sao chổi, bùng cháy hay bị đun nóng bởi năng lượng từ Mặt Trời. Sao chổi cũng gợi ý cho Newton một kết luận dường như là tất yếu sự về sự bảo toàn của nước và hơi ẩm trên hành tinh: từ những hạt nước và hơi ẩm, sinh ra các cây cỏ, chúng tăng trưởng khi hút nước, đến lúc chết và thối rữa, chúng trở thành đất khô. Như vậy đất khô sẽ ngày càng nhiều lên, còn độ ẩm luôn giảm đi, đến một lúc sẽ bay hơi hết, nếu không có nguồn nào cung cấp. Newton cho rằng nguồn cung cấp này đến từ sao chổi, làm nên nguồn sống tinh tế nhất cho không khí, cần thiết cho sự sống và sự tồn tại của mọi loài.
Một nhiệm vụ khác của sao chổi mà Newton phỏng đoán là chúng mang đến nhiên liệu cho Mặt Trời, bù đắp sự tiêu thụ năng lượng của Mặt Trời bằng dòng sao chổi cháy sáng đến từ mọi phương.

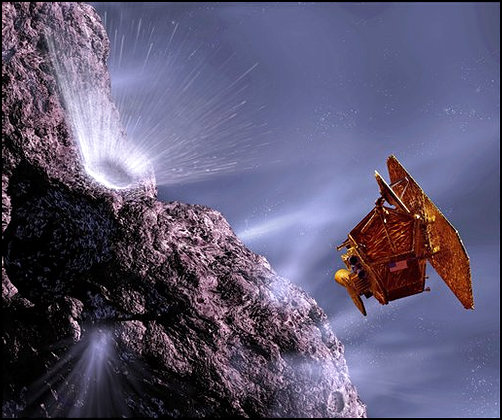
Mô tả của họa sĩ về chuyến thám hiểm sao chổi Tempel 1 của tàu Deep Impact năm 2005

Từ thế kỷ 18, nhiều nhà khoa học đã có những giả thuyết khá chính xác về thành phần cấu tạo của sao chổi. Năm 1755, Immanuel Kant giả định rằng sao chổi cấu tạo từ những vật chất rất dễ thăng hoa, các hơi bay ra tạo nên đuôi sáng rực rỡ khi đến gần cận điểm. Năm 1836, nhà toán học Đức Friedrich Wilhelm Bessel, sau khi quan sát luồng hơi thoát ra từ sao chổi Halley năm 1835, giả định rằng phản lực của vật liệu bốc hơi ra có thể đủ mạnh để thay đổi quỹ đạo của sao chổi và cho rằng chuyển động không tuân thủ luật lệ trong trọng trường của sao chổi Encke có gốc rễ từ cơ chế này.
Tuy nhiên, một khám phá liên quan đến sao chổi sau đó đã che phủ các ý tưởng này trong suốt một thế kỷ. Từ khoảng những năm 1864 đến 1866 nhà thiên văn Ý Giovanni Schiaparelli đã tính toán quỹ đạo của các sao băng Perseid, rồi dựa vào các sự tương đồng về quỹ đạo, đã giả định chính xác rằng các sao băng Perseid là các mảnh vỡ của sao chổi Swift-Tuttle. Mối liên hệ giữa sao chổi và sao băng đã tiếp tục trở nên nóng hổi vào năm 1872 khi một luồng sao băng lớn xuất hiện tại quỹ đạo của sao chổi Biela, một sao chổi đã được quan sát bị phân thành hai mảnh khi xuất hiện năm 1846 và đã biến mất từ năm 1852. Một mô hình mang tên "rãnh sỏi" về cấu trúc sao chổi đã hình thành, miêu tả sao chổi như một đống sỏi đá, gắn kết lỏng lẻo trong vỏ băng tuyết.
Đến giữa thế kỷ 20, mô hình này bắt đầu thể hiện nhiều điểm yếu: ví dụ, nó không giải thích được tại sao một vật thể chứa lớp vỏ băng mỏng có thể sản sinh đủ hơi nước bốc ra thành đuôi rực rỡ trong nhiều vòng bay qua Mặt Trời như vậy. Năm 1950, Fred Lawrence Whipple đề nghị thay mô hình các hòn sỏi nằm trong vỏ băng bằng một tảng băng lớn có lẫn bụi và sỏi đá. Mô hình "quả bóng tuyết bẩn" này sau đó nhanh chóng nhận được sự chấp thuận rộng rãi. Nó được xác nhận sau một loạt chuyến thám hiểm bằng tàu vũ trụ (bao gồm tàu Giotto của Cơ quan Vũ trụ châu Âu và tàu Vega 1 và Vega 2 của Liên Xô) bay qua đầu của sao chổi Halley năm 1986 để chụp ảnh hạt nhân và quan sát luồng hơi phụt ra sau đuôi. Tàu Deep Space 1 của Mỹ đã bay qua hạt nhân của sao chổi Borrelly ngày 21 tháng 9 năm 2001 và xác minh rằng các đặc điểm của sao chổi Halley cũng có thể tìm thấy ở các sao chổi khác.
Các chuyến du hành đang và sẽ xảy ra tiếp tục mang đến nhiều thông tin về cấu tạo sao chổi. Tàu Stardust, phóng vào tháng 2 năm 1999, đã thu thập các hạt bụi của phần đầu sao chổi Wild 2 vào tháng 1 năm 2004, và sẽ đưa mẫu vật về Trái Đất năm 2006. Tháng 7 năm 2005, tàu Deep Impact bắn phá một hố trên sao chổi Tempel 1 để nghiên cứu cấu trúc bên trong của nó. Năm 2014, tàu Rosetta sẽ bay vòng quanh sao chổi Churyumov-Gerasimenko và đặt lên bề mặt nó một trạm nghiên cứu.

## Đặc điểm

Sao chổi có quỹ đạo rất dẹt. Khi đến gần Mặt Trời, sao chổi mới tỏa sáng, và thể hiện hai đuôi: đuôi bụi (số 2 trên hình) và đuôi khí (số 1 trên hình).

Sao chổi cấu tạo từ cacbonic, methane và nước đóng băng lẫn với các hợp chất hữu cơ cao phân tử và các khoáng chất khác. Chúng bay quanh Mặt Trời theo quỹ đạo rất dẹt và trong phần lớn cuộc đời nằm ở rất xa Mặt Trời, trong trạng thái đóng băng tại nhiệt độ thấp. Khi sao chổi tiến về gần Mặt Trời, tức là vào vòng trong Hệ Mặt Trời, bức xạ điện từ của Mặt Trời khiến các lớp băng bên ngoài bắt đầu thăng hoa. Dòng bụi và khí bay ra tạo nên một bầu "khí quyển" lớn nhưng rất loãng bao quanh sao chổi gọi là phần đầu sao chổi. Tiến gần thêm, áp suất bức xạ và gió Mặt Trời thổi vào bầu khí quyển này kéo dài nó ra thành hai đuôi khồng lồ. Bụi và khí tạo hai đuôi riêng rẽ, chĩa về hai phương hơi lệch nhau; các hạt bụi có khối lượng lớn không dễ bị gió Mặt Trời tác động, chỉ bị tách rời khỏi phần đầu của sao chổi và bay chậm lại trên quỹ đạo ngay sau phần đầu (do đó đuôi bụi cong theo đường cong của quỹ đạo) còn đuôi khí (đúng hơn là khí đã bị ion hóa) chứa các hạt ion nhẹ, dễ dàng bị gió Mặt Trời thổi theo phương nối thẳng đến Mặt Trời, và sau đó chúng đi theo đường sức từ trong không gian thay cho đường quỹ đạo. Hạt nhân sao chổi nằm lại bên trong là những khoáng chất nặng, hay chất hữu cơ cao phân tử, chỉ có đường kính khoảng 50 km. Trong khi đó phần đầu sao chổi có thể lớn hơn cả Mặt Trời, còn đuôi sao chổi có thể kéo dài đến cỡ một đơn vị thiên văn hoặc hơn.
Cả phần đầu và đuôi, hình thành khi sao chổi đi vào vòng trong Hệ Mặt Trời, đều được chiếu sáng bởi Mặt Trời và có thể trở nên rực rỡ cho quan sát từ Trái Đất. Đuôi bụi tán xạ trực tiếp ánh nắng theo cơ chế Mie, tạo nên màu trắng, còn đuôi khí bị ion hóa phát ra photon năng lượng cao, có quang phổ thiên về màu xanh lam. Thực tế là đa số sao chổi sáng yếu đến mức chỉ quan sát được qua kính viễn vọng. Mỗi thập kỷ, chỉ có vài sao chổi đủ sáng cho quan sát bằng mắt thường. Trước khi có kính thiên văn, các sao chổi dường như đột ngột xuất hiện rồi đột ngột biến mất trên bầu trời.
Một điều có thể gây ngạc nhiên là các hạt nhân của sao chổi thuộc vào hàng các vật thể đen nhất trong Hệ Mặt Trời. Tàu Giotto đo được hạt nhân của sao chổi Halley phản xạ lại 4% ánh sáng chiếu đến, còn tàu Deep Space 1 tìm thấy sao chổi Borrelly chỉ có hệ số phản xạ khoảng 2,4% đến 3%; để so sánh, nhựa đường phản xạ 7% ánh sáng. Có thể lý giải bề mặt tối này qua cấu tạo của hạt nhân gồm chủ yếu các hợp chất hữu cơ. Sức nóng của Mặt Trời làm bốc hơi các hợp chất nhẹ, để lại các phân tử nặng có chuỗi hữu cơ rất dài thường có xu hướng sẫm màu, như tro hay dầu thô. Màu đen của sao chổi tạo nên khả năng hấp thụ nhiệt mạnh, tăng cường quá trình bốc hơi các chất khí.
Năm 1996, sao chổi được phát hiện là có phát ra tia X. Các tia này đã gây một sự ngạc nhiên cho các nhà khoa học vì chưa ai tiên đoán điều này trước đó. Cơ chế phát ra tia X có thể được giải thích dựa vào tương tác giữa sao chổi và gió Mặt Trời: khi các ion bay từ Mặt Trời qua đuôi sao chổi, chúng va chạm vào các nguyên tử hay phân tử trong đuôi này. Trong các va chạm, các ion tích điện dương sẽ bắt lấy một hoặc vài điện tử của đuôi sao chổi. Đuôi sao chổi bị ion hóa, còn các điện tử bị rơi vào ion đến từ Mặt Trời phát ra photon có tần số thuộc vùng cực tím hay X quang.

## Quỹ đạo

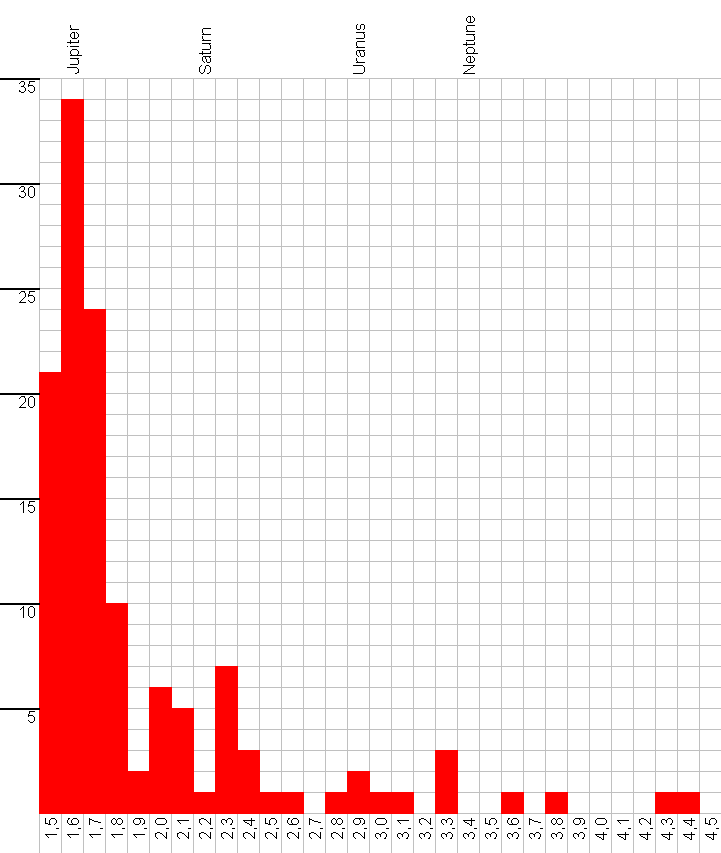
Biểu đồ tần suất viễn điểm quỹ đạo của các sao chổi năm 2005 cho thấy nhiều sao chổi tập trung gần Sao Mộc.

Theo quỹ đạo, sao chổi được phân chia thành các loại: sao chổi ngắn hạn có chu kỳ quỹ đạo ít hơn 200 năm, sao chổi dài hạn có chu kỳ quỹ đạo lớn hơn, nhưng vẫn quay trở lại, và sao chổi thoáng qua có quỹ đạo parabol hay hyperbol chỉ bay ngang qua Mặt Trời một lần và sẽ ra đi mãi mãi sau đó. Ví dụ về sao chổi ngắn hạn, có sao chổi Encke có quỹ đạo nhỏ bé, không bao giờ ra xa Mặt Trời hơn Sao Mộc.
Như mọi thiên thể chuyển động trên quỹ đạo dưới tác dụng của lực hấp dẫn, các sao chổi chuyển động nhanh nhất tại cận điểm quỹ đạo và chậm nhất tại viễn điểm quỹ đạo.
Do các sao chổi có khối lượng nhỏ, khi chúng bay ngang qua các hành tinh lớn, quỹ đạo của chúng dễ bị nhiễu loạn. Với các sao chổi ngắn hạn, kết quả của sự nhiễu loạn này, về lâu dài, khiến cho viễn điểm quỹ đạo của chúng trùng với bán kính quỹ đạo của các hành tinh lớn, trong đó nhóm sao chổi nằm gần Sao Mộc có số lượng lớn nhất, như thể hiện biểu đồ tần suất. Sao Mộc là nguồn gây nhiễu loạn mạnh nhất, vì khối lượng của nó lớn gấp đôi khối lượng tổng cộng của các hành tinh khác, và nó chuyển động nhanh hơn các hành tinh lớn khác. Các sao chổi dài hạn cũng thường xuyên bị nhiễu loạn khi đi ngang qua các hành tinh lớn.
Các tương tác hấp dẫn này khiến cho việc tính toán dự đoán quỹ đạo của nhiều sao chổi trở nên khó khăn. Nhiều sao chổi được quan sát từ nhiều thập kỷ trước đã bị mất tích, vì quỹ đạo của chúng đã thay đổi và người ta không dự đoán được vị trí quay trở lại của chúng để theo dõi. Tuy nhiên, thỉnh thoảng, một sao chổi "mới" được khám phá để rồi, sau khi tính toán quỹ đạo, được phát hiện ra là một sao chổi "đã mất tích". Ví dụ như sao chổi 11P/Tempel-Swift-LINEAR, đã được quan sát năm 1869 sau đó không nhìn thấy nữa từ năm 1908 do nhiễu loạn của Sao Mộc, rồi bỗng được tìm thấy một cách tình cờ bởi LINEAR vào năm 2001.

## Vòng đời

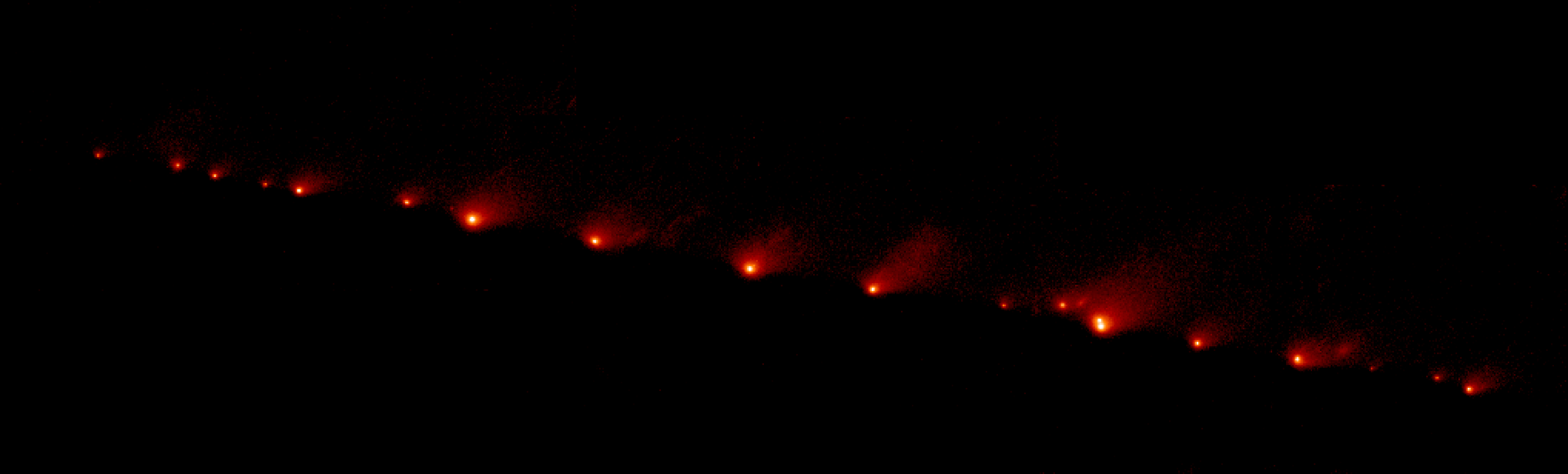
Sao chổi Shoemaker-Levy 9 (SL9) kết thúc cuộc đời bằng sự tan rã thành hàng trăm mảnh vỡ vào năm 1992.

Các sao chổi ngắn hạn được cho là có nguồn gốc từ vành đai Kuiper, còn các sao chổi dài hạn có thể đến từ đám Oort. Có nhiều khả năng chúng chứa các vật chất từ thời kỳ Hệ Mặt Trời mới khai sinh, đặc biệt là các sao chổi dài hạn.
Để giải thích tại sao các sao chổi chuyển từ quỹ đạo trong vành đai Kuiper hay đám Oort sang quỹ đạo rất méo tiến về phía Mặt Trời, nhiều cơ chế đã được gợi ý. Các cơ chế này chủ yếu dựa trên nhiễu loạn của trường hấp dẫn. Đối với các sao chổi dài hạn, nhiễu loạn này có thể gây ra bởi các sao khác khi Mặt Trời quay quanh tâm Ngân Hà, hay từ ngôi sao gần Mặt Trời là Nemesis. Đối với các sao chổi ngắn hạn, chuyển động của các hành tinh lớn, đặc biệt là Sao Mộc, hay thậm chí từ một hành tinh chưa được quan sát là hành tinh X, sẽ dần phá vỡ vành đai Kuiper và gây tụ tập các sao chổi gần các hành tinh này.
Các sao chổi không tồn tại ổn định trên quỹ đạo, ngoài nguyên nhân từ nhiễu loạn hấp dẫn, còn có nguyên nhân từ sự hao hụt khối lượng và thay đổi cấu trúc mỗi khi lại gần Mặt Trời. Một lượng lớn các vật chất nhẹ của chúng bị thổi bay khi tạo thành các đuôi dưới sự đun nóng của bức xạ Mặt Trời và áp suất của gió Mặt Trời, trong giai đoạn bay gần cận điểm quỹ đạo. Thiếu liên kết của các vật chất nhẹ, các vật chất nặng có thể dần bị tan rã, đặc biệt khi có tác động của lực thủy triều từ các hành tinh lớn. Kết cục là sau nhiều vòng quay, trên một quỹ đạo không thực sự ổn định, khối lượng của sao chổi giảm dần, ngày càng bị nhiễu loạn, rồi tan rã. Một số sao chổi cũng kết thúc cuộc đời bằng một va chạm với các thiên thể khác. Năm 1994, các nhà thiên văn đã được chứng kiến kết thúc ngoạn mục của sao chổi Shoemaker-Levy 9, khi nó tan thành nhiều mảnh rồi đâm vào Sao Mộc. Một số sao chổi không tan rã dần trở thành các tiểu hành tinh, với hạt nhân hết khả năng thăng hoa.
Trong giai đoạn đầu hình thành Hệ Mặt Trời, người ta phỏng đoán số lượng các sao chổi, hay các mảnh vật chất bay qua lại trong hệ là rất lớn. Chúng bị dọn dẹp dần sau các vụ va chạm, mà dấu tích còn để lại trên nhiều bề mặt của các hành tinh. Số lượng của sao chổi được duy trì ở mức độ như ngày nay là nhờ nguồn cung cấp ổn định từ vòng đại Kuiper và đám Oort, theo cơ chế nhiễu loạn hấp dẫn. Các sao chổi, cùng các mảnh vật chất lang thang của thời kỳ đầu của Hệ Mặt Trời, cũng được cho là nguồn cung cấp những vật liệu cần thiết cho hình thành sự sống, như các chất hữu cơ, hay nước, không chỉ cho Trái Đất mà còn cho các hành tinh nhỏ khác như Sao Hỏa, khi chúng rơi vào các hành tinh này.

## Đặt tên sao chổi
Trong lịch sử, đã có nhiều quy ước khác nhau về việc đặt tên cho sao chổi.
Trước đầu thế kỷ 20, các sao chổi thường được đặt tên theo năm mà chúng được phát hiện, thỉnh thoảng thêm các tính từ chỉ độ sáng đặc biệt của chúng; như "Sao chổi Sáng rực năm 1680," hay "Sao chổi Sáng rực tháng 9 năm 1882," hay "Sao chổi Sáng cả ban ngày năm 1910." Sau khi Edmund Halley chứng minh các sao chổi của các năm 1531, 1607 và 1682 thuộc về một vật thể và tiên đoán đúng sự trở lại của nó vào năm 1759, sao chổi đó lần đầu được đặt tên người, sao chổi Halley. Tương tự, các sao chổi khác được phát hiện quay trở lại cũng dần được đặt tên theo người tính toán đúng quỹ đạo của chúng (thay vì người quan sát thấy chúng lần đầu), như sao chổi Encke hay sao chổi Biela. Nhưng sau này, các sao chổi dần được đặt tên theo người đầu tiên phát hiện ra chúng, trừ các sao chổi chỉ xuất hiện một lần, vẫn tiếp tục được đặt tên theo năm xuất hiện.
Từ sau đầu thế kỷ 20, quy ước đặt tên các sao chổi theo người đầu tiên khám phá ra chúng trở nên thông dụng. Một sao chổi được đặt tên theo tối đa là 3 người đầu tiên độc lập phát hiện ra nó. Những năm gần đây, nhiều sao chổi được phát hiện bởi các máy móc hiện đại, vận hành bởi nhiều nhóm chuyên gia, và sao chổi do họ phát hiện ra có thể được đặt tên theo tên của thiết bị quan sát. Ví dụ, sao chổi IRAS-Araki-Alcock đã được phát hiện độc lập bởi vệ tinh IRAS và hai nhà thiên văn nghiệp dư là Genichi Araki và George Alcock. Trong quá khứ, khi cùng một người, hay một nhóm người, phát hiện ra được nhiều sao chổi, các sao chổi này được phân biệt với nhau bằng việc thêm một số vào sau tên người; ví dụ sao chổi Shoemaker-Levy 1 đến 9.
Cho đến năm 1994, sao chổi được đặt tên tạm khi mới phát hiện ra, bao gồm năm khám phá và sau đó là một chữ cái viết thường để chỉ thứ tự khám phá trong năm (ví dụ, sao chổi Bennett 1969i là sao chổi thứ 9 được tìm thấy vào năm 1969). Sau khi sao chổi đi qua cận điểm quỹ đạo và quỹ đạo của nó đã được xác định, sao chổi được đặt tên vĩnh cửu là năm mà nó đi qua cận điểm, tiếp theo là một số La Mã chỉ thứ tự đi qua cận điểm so với các sao chổi mới khác trong năm đó, và sao chổi Bennett 1969i trở thành sao chổi Bennett 1970 II (sao chổi mới thứ 2 đi qua cận điểm năm 1970).
Ngày nay, nhiều thiết bị đã phát hiện được quá nhiều sao chổi, khiến hệ thống đặt tên như vậy trở nên không khả thi. Ví dụ, tính đến tháng 5 năm 2005, vệ tinh SOHO đã tìm thấy đến 950 sao chổi và vẫn đang tiếp tục công việc. Người ta không phân biệt các sao chổi theo kiểu như đã miêu tả được nữa. Năm 1994, Hiệp hội Thiên văn Quốc tế đã thống nhất một hệ thống đặt tên mới. Sao chổi được đặt tên theo năm khám phá, theo sau là một chữ cái chỉ số nửa-tháng của khám phá trong năm (một năm có 24 nửa-tháng) và một số chỉ thứ tự khám phá trong nửa-tháng đó. Ví dụ sao chổi thứ tư được khám phá trong nửa tháng sau của tháng 2 năm 2006 được đặt tên là 2006 D4. Có thể thêm tiền tố để chỉ đặc điểm của sao chổi, như P/ dành cho các sao chổi quay lại, C/ dành cho sao chổi thoáng qua, X/ dành cho sao chổi không tính được quỹ đạo một cách chính xác, D/ dành cho sao chổi đã bị vỡ hoặc mất tích, và A/ dành cho vật thể lúc đầu bị nhầm là sao chổi (ví dụ như tiểu hành tinh). Các sao chổi có quay lại, sau khi đi qua cận điểm lần thứ hai, còn được thêm một số chỉ thứ tự khám phá trong số các sao chổi quay lại. Như sao chổi Halley, sao chổi đầu tiên được phát hiện có quay lại, có tên theo hệ thống này là 1P/1682 Q1. Còn sao chổi Hale-Bopp có tên là C/1997 O1.

## Các sao chổi lớn
Mỗi năm có hàng trăm sao chổi nhỏ bé bay qua gần Mặt trời tuy nhiên chỉ có vài sao chổi đủ lớn để được công chúng biết đến. Chừng độ mỗi thập kỷ lại xuất hiện một sao chổi đủ sáng để quan sát bằng mắt thường; những sao chổi này được gọi là sao chổi lớn. Sao chổi lớn thường đem lại phản ứng tiêu cực trong công chúng trong quá khứ, vì người ta đã nghĩ chúng đem lại điều không lành. Trong lần quay trở lại vào năm 1910, đuôi của sao chổi Halley đã quệt qua Trái Đất, gây nên lo lắng vô căn cứ rằng chất xyanogen trong đuôi này có thể gây ra ngộ độc cho loài người. Hay như sự xuất hiện của sao chổi Hale-Bopp năm 1997 đã gây nên một vụ tự tử tập thể của nhóm cuồng giáo Cổng Thiên Đàng. Tuy nhiên, các sao chổi lớn, đối với đa số, chỉ là một hiện tượng thiên nhiên đẹp mắt.

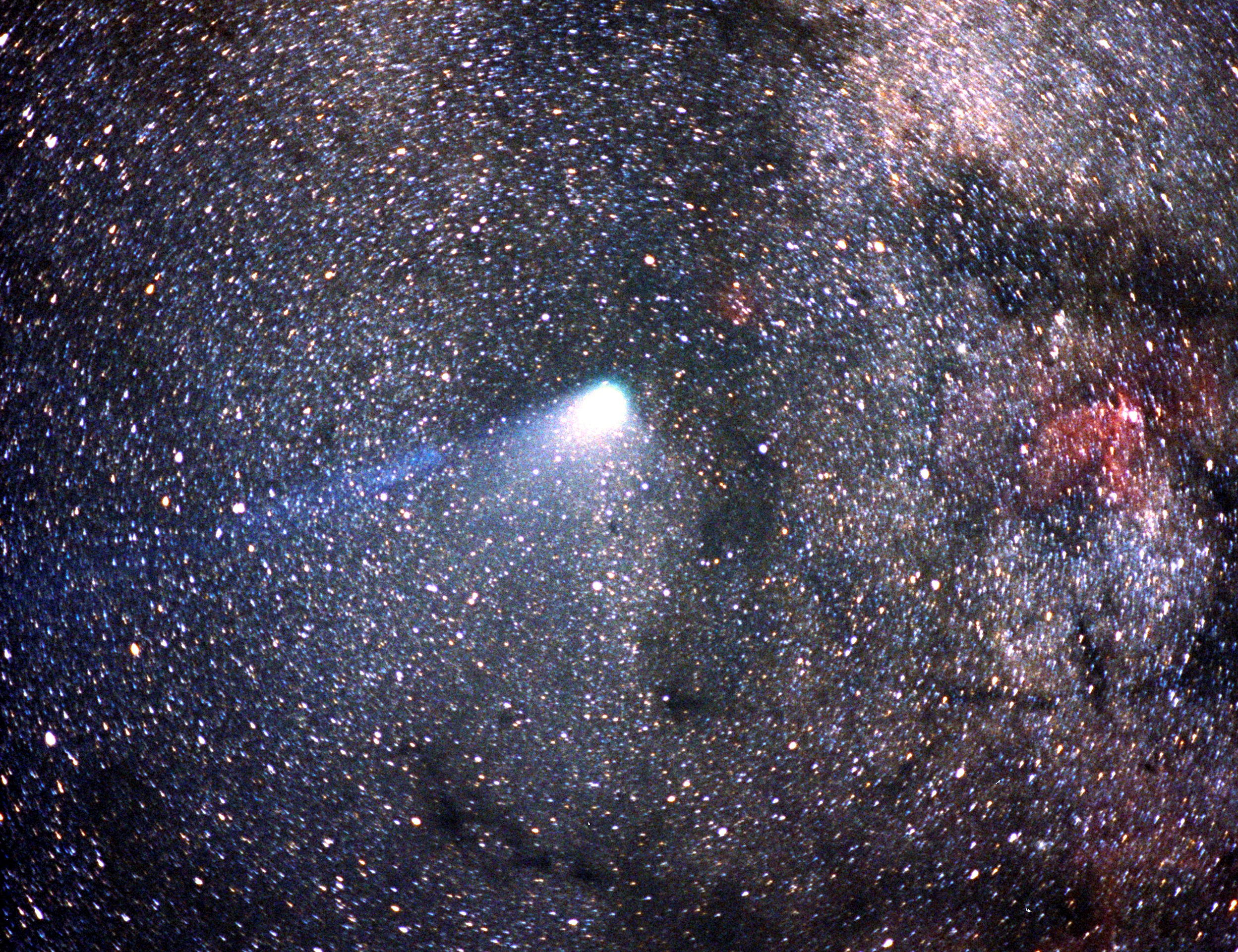
Halley
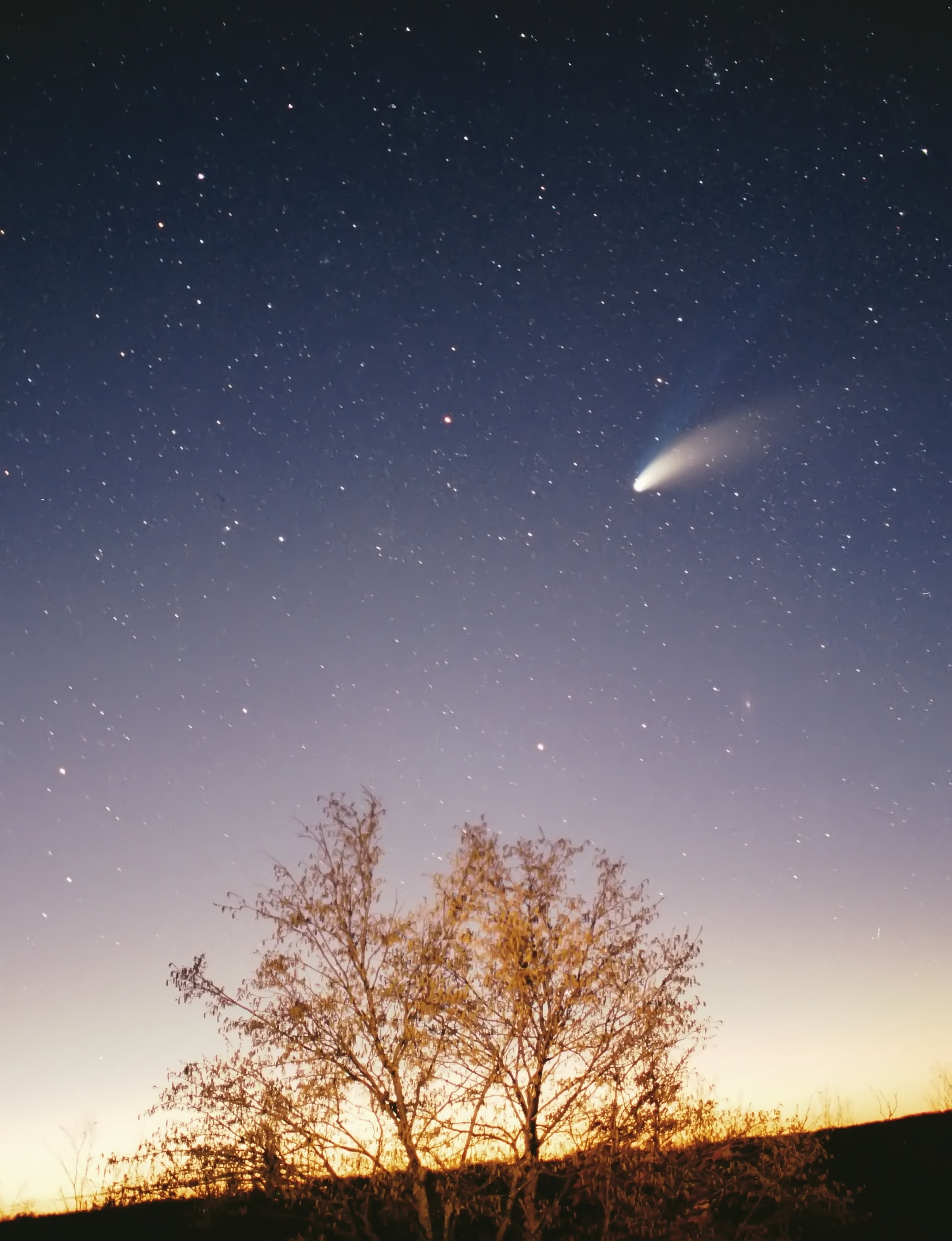
Hale-Bopp
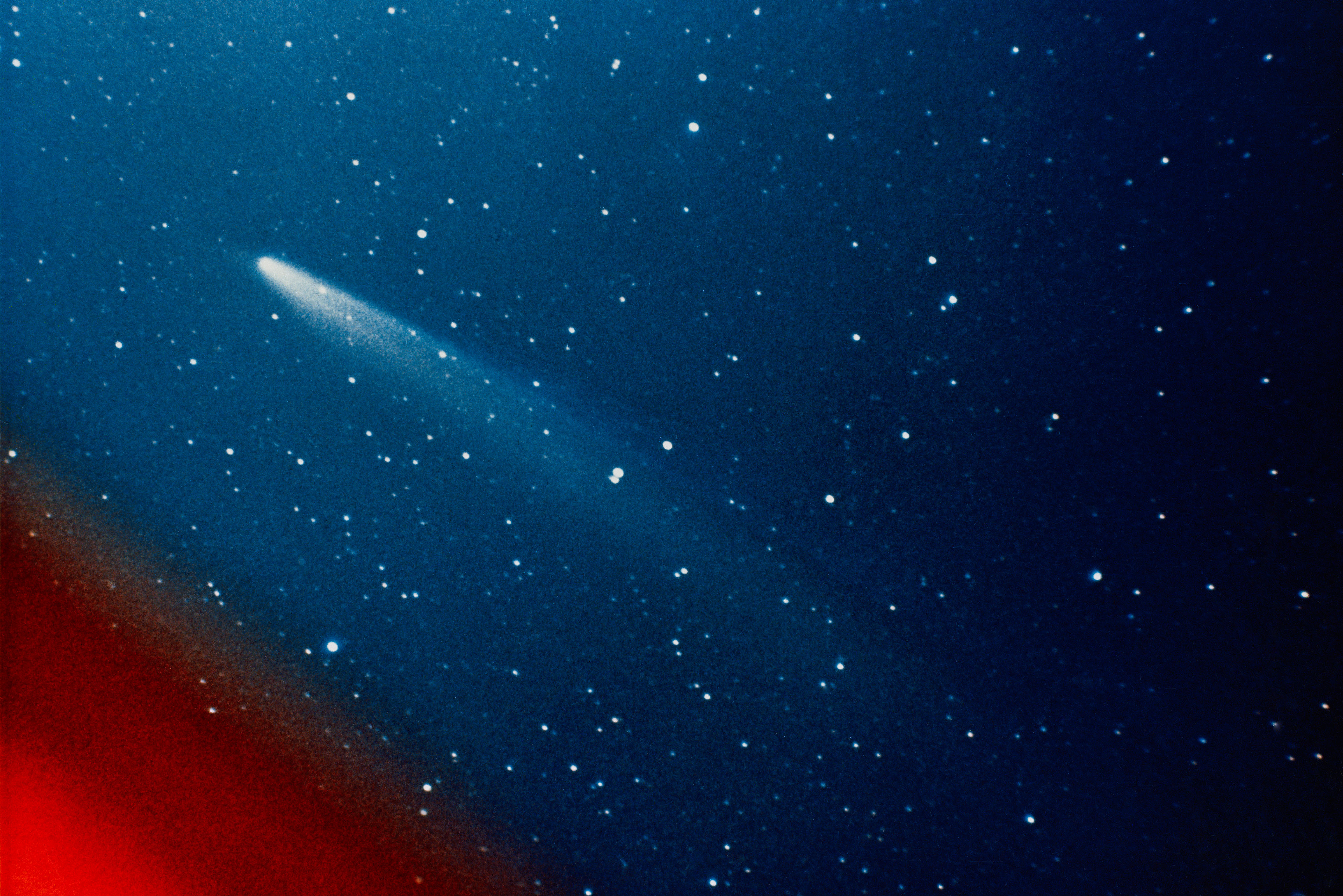
Kohoutek
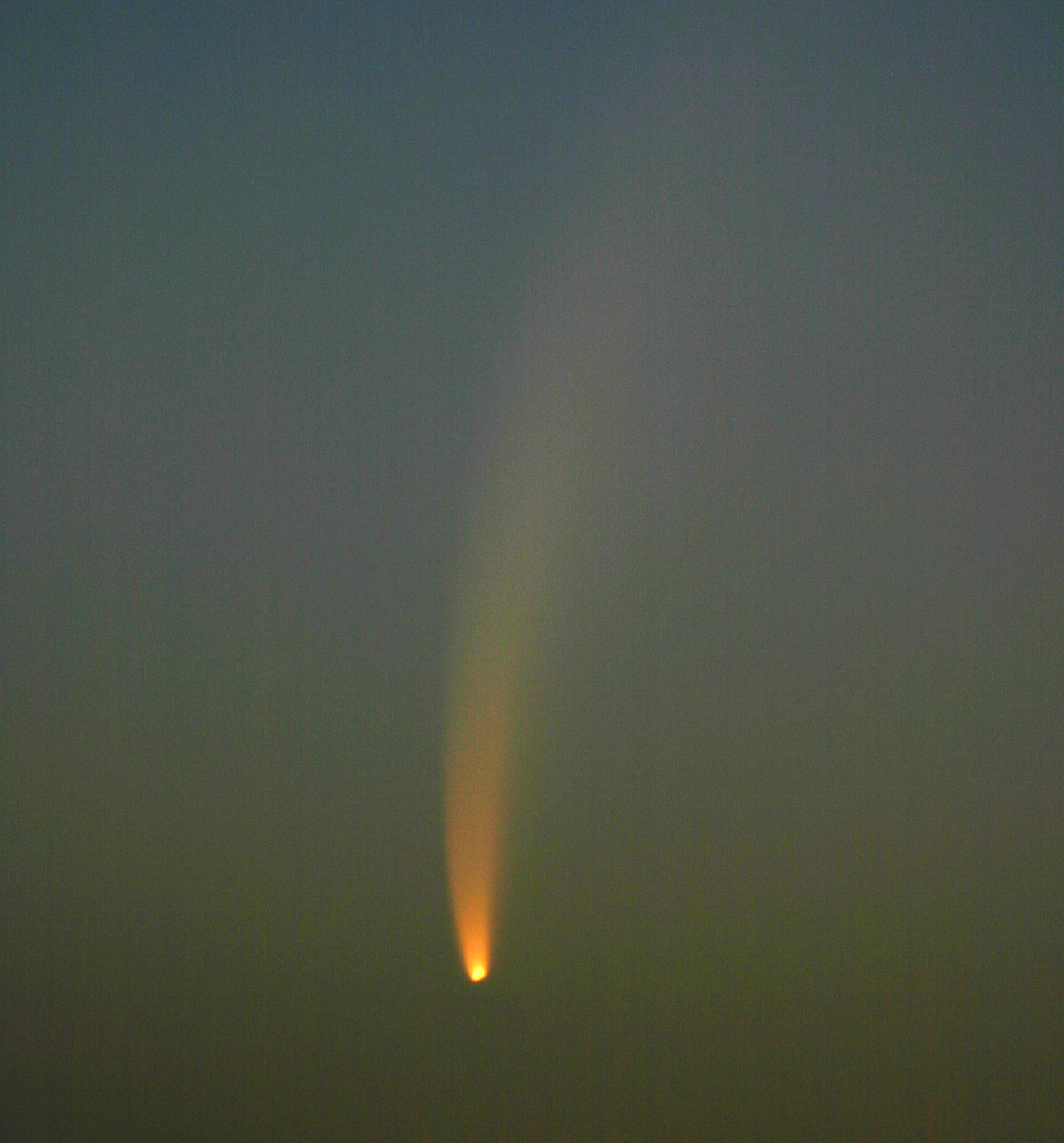
McNaught

Việc dự đoán một sao chổi có trở nên đủ lớn để quan sát được bằng mắt thường không là một việc rất khó. Độ sáng của đuôi sao chổi phụ thuộc vào rất nhiều yếu tố. Nói chung, nếu một sao chổi có hạt nhân lớn và dễ thăng hoa, có cận điểm quỹ đạo gần Mặt Trời, và không bị Mặt Trời che khuất khi nhìn từ Trái Đất vào lúc sáng nhất, thì nó có khả năng thành một sao chổi lớn. Tuy vậy, có không hiếm các ngoại lệ, như sao chổi Kohoutek năm 1973 thỏa mãn các yếu tố trên, nhưng không hề hiện ra rực rỡ như đã mong muốn. Sao chổi West, xuất hiện ba năm sau, không được dự đoán như Kohoutek, lại trở nên rất ấn tượng trên bầu trời.
Cuối thế kỷ 20, một thời gian dài không ai quan sát được các sao chổi lớn. Chỉ có hai sao chổi, Hyakutake năm 1996 và Hale-Bopp năm 1997, là lớn. Thế kỷ 21 vẫn chưa chứng kiến một sao chổi lớn nào, ngoại trừ sao chổi McNaught năm 2006

## Các sao chổi kỳ dị

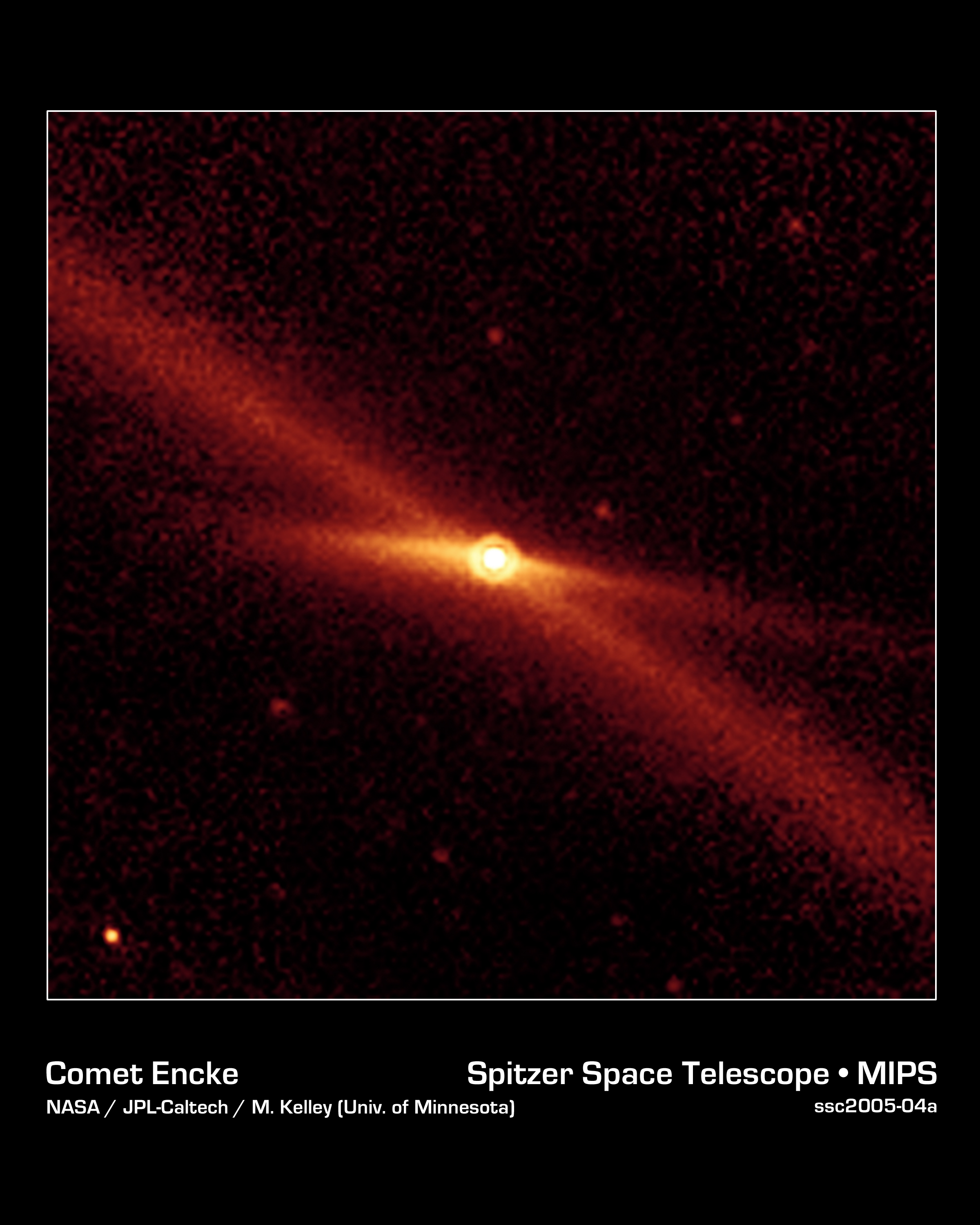
Sao chổi Encke
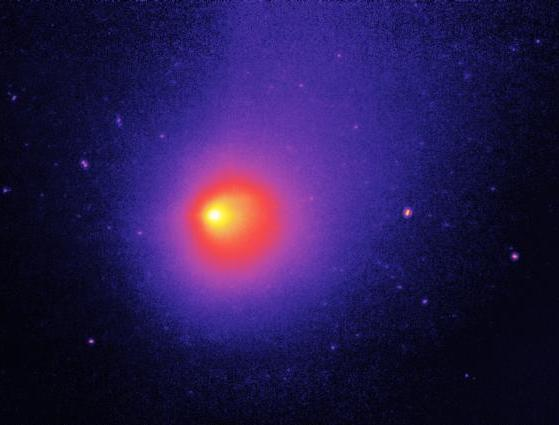
Sao chổi 29P/Schwassmann-Wachmann
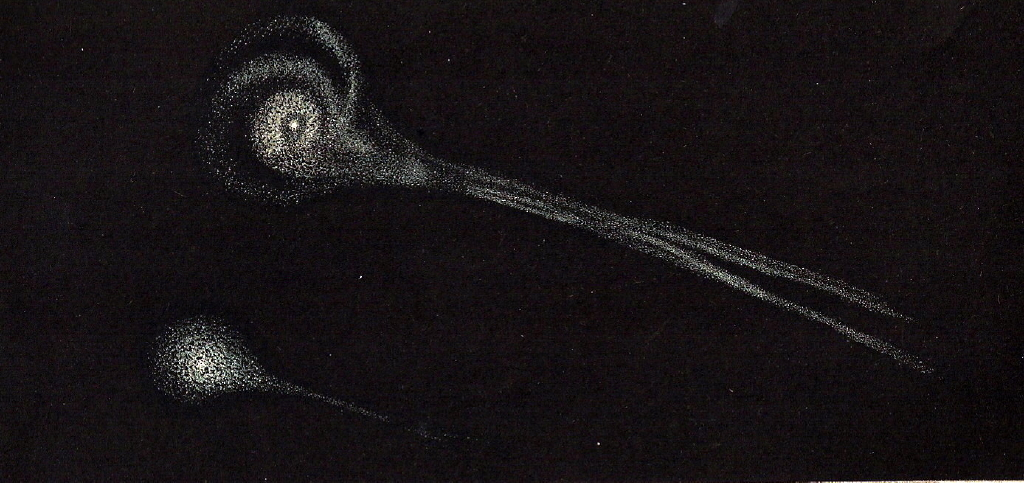
Sao chổi Biela
Sao chổi WestSao chổi West
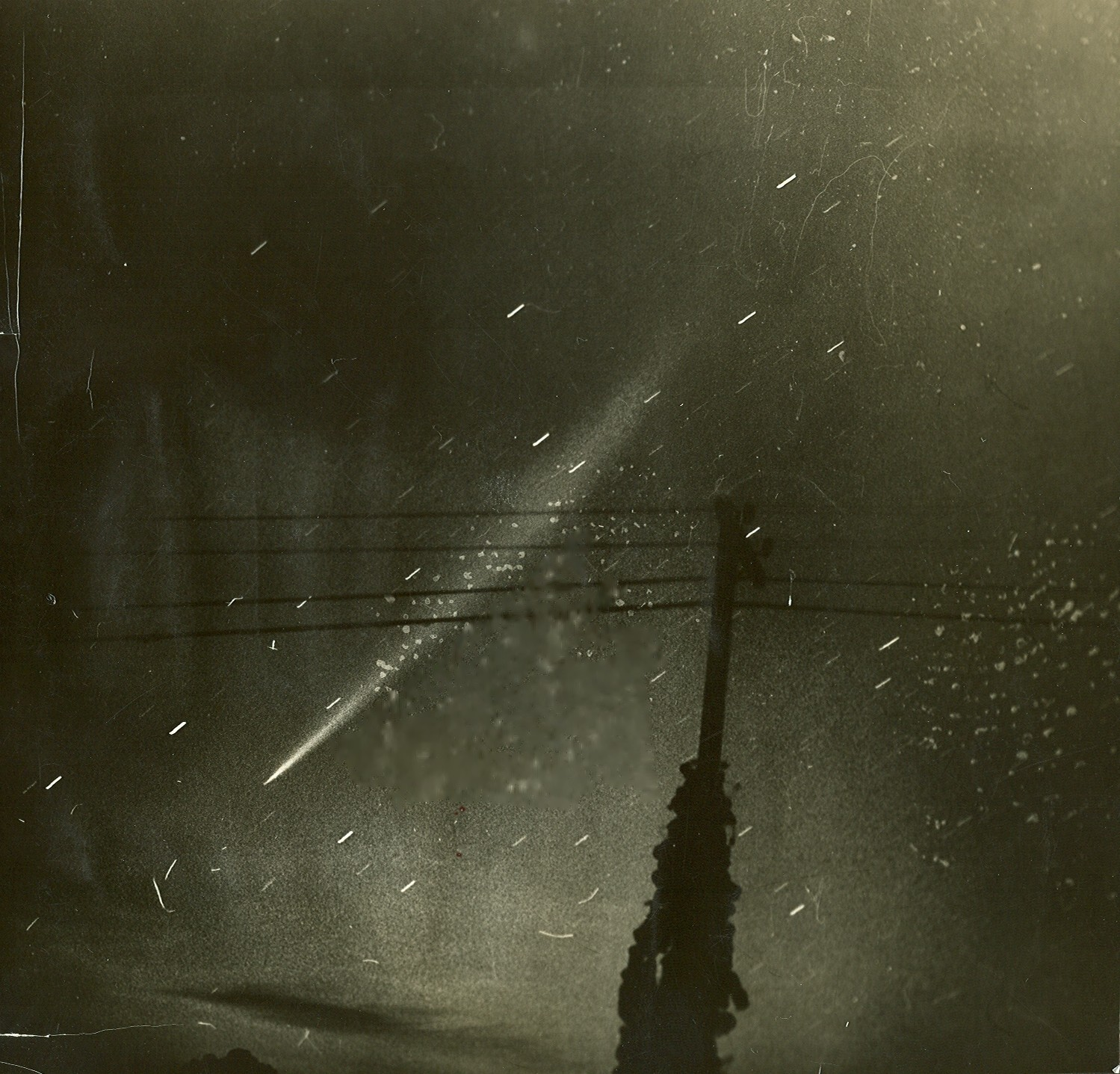
Ikeya-Seki
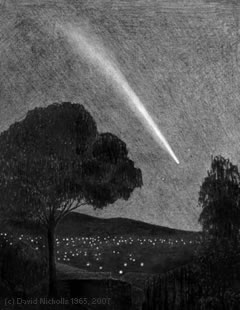
Ikeya-Seki
Gia đình sao chổi Kreutz Sungrazers
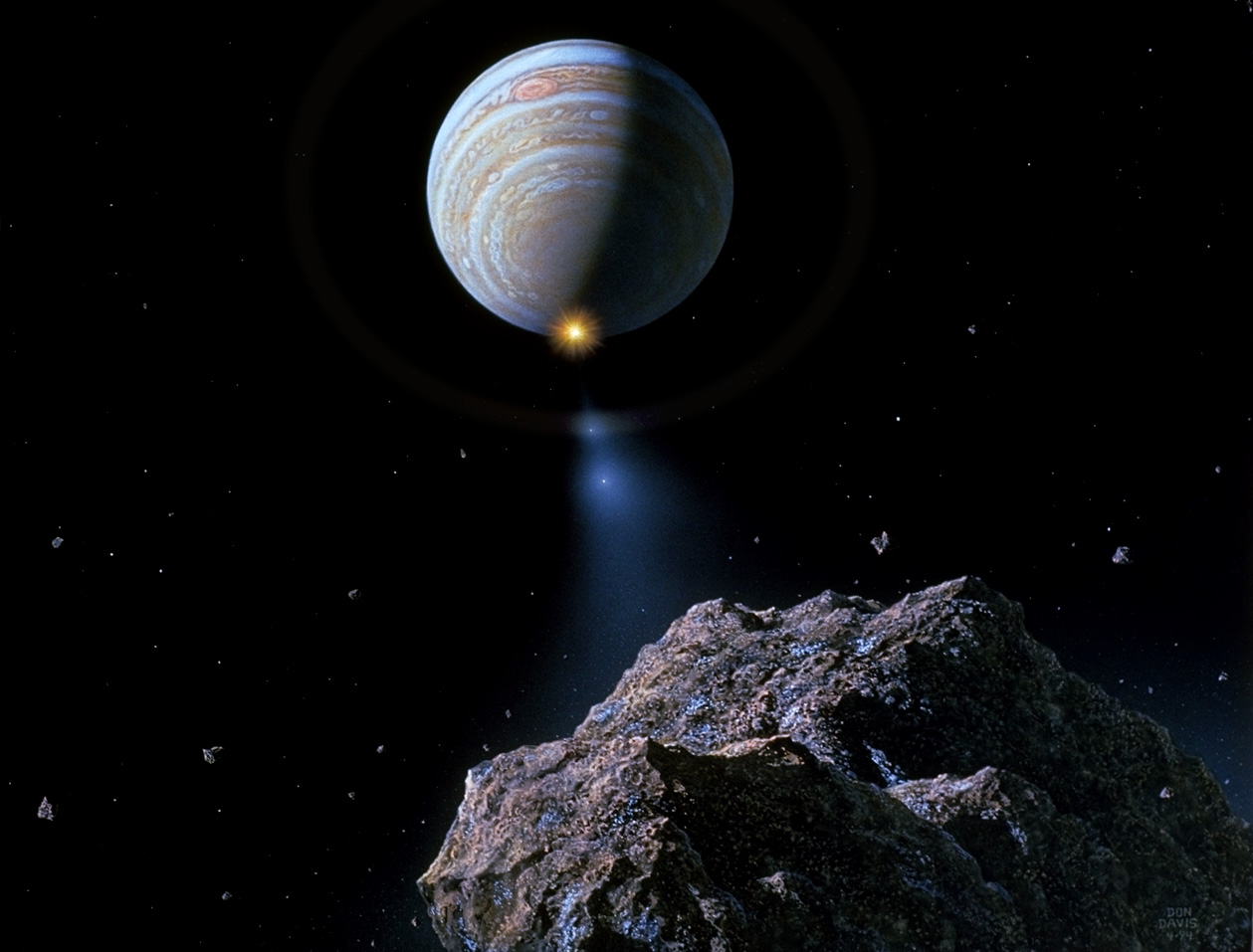
Shoemaker-Levy 9 đâm vào Sao Mộc

Trong số hàng ngàn sao chổi đã biết, một số có những tính chất rất đặc biệt:
- Sao chổi Encke thì có quỹ đạo rất nhỏ, nằm giữa quỹ đạo Sao Mộc và quỹ đạo Sao Kim
- Sao chổi 29P/Schwassmann-Wachmann bay trên quỹ đạo gần như tròn giữa Sao Mộc và Sao Thổ.
- Sao chổi 2060 Chiron, có quỹ đạo không ổn định giữa Sao Thổ và Thiên Vương Tinh, từng được coi là một tiểu hành tinh cho đến khi hạt nhân của nó thăng hoa tạo nên phần đầu sáng yếu.
- Sao chổi Shoemaker-Levy 2 cũng từng được xếp loại là tiểu hành tinh 1990 UL3. Một vài tiểu hành tinh gần Trái Đất có thể được coi là phần còn lại của hạt nhân các sao chổi không còn thăng hoa được nữa.
- Một số sao chổi đã được quan sát tự vỡ ra trên đường bay
  - Sao chổi Biela là một ví dụ điển hình. Nó vỡ đôi vào năm 1846 khi đi qua cận điểm quỹ đạo, tạo nên hai sao chổi, được quan sát vào năm 1852. Những lần dự báo quay lại của đôi sao chổi này vào các năm 1872 và 1885 sau đó chỉ còn quan sát thấy các đợt sao băng. Một dòng sao băng nhỏ, tên là Andromedids, quay lại hằng năm vào tháng 11, mỗi khi Trái Đất bay ngang qua quỹ đạo của Biela.
  - Ngoài trường hợp đặc biệt của Biela, nhiều sao chổi khác cũng vỡ khi bay qua cận điểm, như sao chổi West và sao chổi Ikeya-Seki. Có những nhóm sao chổi, như Kreutz Sungrazers, bay cùng nhau và được cho là các mảnh vỡ của cùng một vật thể trước đó.
  - Sao chổi Shoemaker-Levy 9 cũng là một trường hợp tự vỡ trên quỹ đạo. Nó được khám phá lần đầu vào năm 1993, khi đang quay quanh Sao Mộc, sau khi bị hành tinh này hút vào trong một lần bay sát qua vào năm 1992. Lực thủy triều trong chuyến viếng thăm đó đã xé toạc sao chổi này làm hàng trăm mảnh và, trong 6 ngày đầu tháng 7 của năm 1994, các mảnh này đã đâm vào khí quyển Sao Mộc. Đây là lần đầu các nhà thiên văn được chứng kiến cảnh tượng các thiên thể đâm nhau. Trước đó, có ý kiến cho rằng sự kiện Tunguska năm 1908 là do một mảnh của sao chổi Encke gây ra.

## Sao chổi trong khoa học viễn tưởng
Sao chổi đã từng là chủ đề trong nhiều truyện khoa học viễn tưởng. Trong những tác phẩm đó, chúng rất có thể không được miêu tả chính xác.
- Truyện Hector Servadac, Voyages et aventures à travers le Monde Solaire (Du lịch bằng sao chổi) của Jules Verne năm 1877 miêu tả một chuyến du ngoạn trong Hệ Mặt Trời nhờ bám vào sao chổi.
- Bộ phim Deep Impact (Va chạm mạnh) của Paramount và DreamWorks năm 1998 miêu tả một vụ va chạm của sao chổi vào Trái Đất, tập trung vào phản ứng tâm lý của những người trải qua sự kiện kinh hoàng này.